# کوئوا د لوس گواراوس
کوئوا د لوس گواراوس (به اسپانیایی: Parque nacional natural Cueva de los Guácharos) یک منطقه حفاظت‌شده در کلمبیا است که در بخش اویلا واقع شده‌است.